# Kihyun
Yoo Ki-hyun (hangul: 유기현; Goyang, Gyeonggi, 22 de noviembre de 1993), más conocido como Kihyun, es un cantante surcoreano. Es vocalista principal de la boyband  Monsta X, que debutó con Starship Entertainment en 2015 a través del programa de supervivencia de Mnet, No. Mercy. Aparte de sus actividades con el grupo, Kihyun ha lanzado canciones para varias bandas sonoras originales.

## Carrera

### 2014-2015: debut y comienzos de carrera.
En diciembre de 2014, Kihyun compitió en el programa de supervivencia de Mnet No.Mercy. Junto con otros seis aprendices del programa, se formó Monsta X, un grupo idol de Hip hop que debutó con Starship Entertainment el 14 de mayo de 2015 con el EP Trespass. A través del programa de supervivencia, también lanzó 2 pistas en colaboración, "Pillow", con Soyou y Giriboy de Sistar el 14 de enero de 2015 con Giriboy, Mad Clown, Jooyoung y algunos más restantes. aprendices en No Mercy el 4 de febrero de 2015. 
En mayo de 2015, Kihyun y su compañero de Monsta X Jooheon grabaron una banda sonora de televisión titulada "Attractive Woman" para Orange Marmalade de KBS2. En octubre, también cantó su primera banda sonora original en solitario "One More Step" para el drama televisivo de MBC She Was Pretty.

### 2016-2020: bandas sonoras originales.
Kihyun apareció como concursante en King of Mask Singer con el nombre "Tell Them I'm the Dragon King" el 3 de enero de 2016. Ganó la primera ronda contra Namjoo de Apink, conocido como "Good Daughter Shim Cheong". En la segunda ronda de la competencia, perdió ante Lim Jeong-hee, conocido como "Rolled Good Fortune", con una diferencia de 3 votos. 
Kihyun cantó la versión acústica de "The Tiger Moth" para la banda sonora del drama de MBC Shopping King Louie, que fue lanzado el 27 de octubre de 2016.
En junio de 2017, se lanzó una banda sonora original titulada "I've Got A Feeling" para el drama Suspicious Partner de SBS. 
En mayo de 2018, grabó "Can't Breathe" para Partners for Justice de MBC con su compañero de Monsta X, Jooheon y en junio, grabó "Love Virus" para el drama de tvN What's Wrong with Secretary Kim junto con Seola de WJSN.
Para el álbum All About Luv de Monsta X 2020, Kihyun participó en la escritura y producción de tres canciones del álbum, "Who Do U Love?", "Middle of the Night" y "Beside U". Anteriormente había coescrito "널 하다" de Take.1 Are You There, junto con otros tres miembros de Monsta X, y coescribió y produjo la canción "No Exit" para el EP debut de Monsta X, Trespass.
En abril de 2020, Kihyun lanzó una canción para la banda sonora de Welcome de KBS2, titulada "Again Spring" (다시, 봄)  y luego una canción para Do Do Sol Sol La La Sol de KBS2, titulada "To Be With You" en octubre.
En octubre de 2020, Kihyun tuvo una presentación en solitario para M Studio en M Countdown, donde interpretó una versión de la canción "Bad" de Christopher.

### 2022
El 18 de febrero de 2022, las cuentas oficiales de Monsta X publicaron un video con el logo oficial de KIHYUN.
El 19 de febrero de 2022, Kihyun anunció su debut como artista solitario, con el álbum sencillo Voyager, el cual será lanzado el 15 de marzo de 2022.

## Discografía

### Como artista principal
| Año  | Título de la canción | Álbum                | Artista                       | Ref.  |
| ---- | -------------------- | -------------------- | ----------------------------- | ----- |
| 2015 | «Pillow»             | No.Mercy OST Parte 2 | Soyou y Giriboy               |       |
| 2015 | «0 (Young)»          | No.Mercy OST Parte 3 | Jooyoung, Mad Clown y Giriboy | [ 5 ] |

### Bandas sonoras
| Año  | Título de la canción                          | Álbum                                               | Ref.  |
| ---- | --------------------------------------------- | --------------------------------------------------- | ----- |
| 2015 | «Attractive Woman» junto a Jooheon (Monsta X) | KBS2 Orange Marmalade OST Parte 2                   |       |
| 2015 | «One More Step»                               | MBC She Was Pretty OST Parte 3                      |       |
| 2016 | «The Tiger Moth»                              | MBC Shopping King Louie OST Parte 7                 |       |
| 2017 | «I've Got A Feeling»                          | SBS Suspicious Partner OST Parte 7                  |       |
| 2018 | «Can't Breathe» junto a Joohoney (Monsta X)   | MBC Partners for Justice OST Parte 1                |       |
| 2018 | «Love Virus» junto a SeolA (WJSN)             | tvN ¿Qué le ocurre a la secretaria Kim? OST Parte 1 |       |
| 2020 | «Again, Spring»                               | KBS2 Welcome OST Parte 7                            |       |
| 2020 | «To Be With You»                              | KBS2 Do Do Sol Sol La La Sol OST Parte 1            |       |
| 2021 | «O.M.O.M»                                     | Kakao M Replay OST Part 2                           |       |
| 2025 | «Surf»                                        | SBS La jugada ganadora - parte 1                    | [ 6 ] |

## Filmografía

### Programas de televisión
| Año       | Cadena | Programa | Rol         | Ref. |
| --------- | ------ | -------- | ----------- | ---- |
| 2014–2015 | Mnet   | No.Mercy | Concursante |      |

### Presentador de radio
| Año       | Cadena    | Programa      | Rol                     | Ref.  |
| --------- | --------- | ------------- | ----------------------- | ----- |
| 2021      | Naver NOW | Midnight Idol | Presentador junto a I.M | [ 7 ] |
| 2022-2023 | Naver NOW | Play!         | Presentador             |       |